# Bosc-Guérard-Saint-Adrien
Pour les articles homonymes, voir Bosc, Guérard et Saint-Adrien.
Bosc-Guérard-Saint-Adrien est une commune française située dans le département de la Seine-Maritime en région Normandie.

## Géographie

### Localisation
|           | Fontaine-le-Bourg         |                            |
| Montville | Bosc-Guérard-Saint-Adrien | Saint-Georges-sur-Fontaine |
| Malaunay  | Houppeville               | Quincampoix                |

### Hydrographie
La commune est située dans le bassin Seine-Normandie. Elle n'est drainée par aucun cours d'eau,.

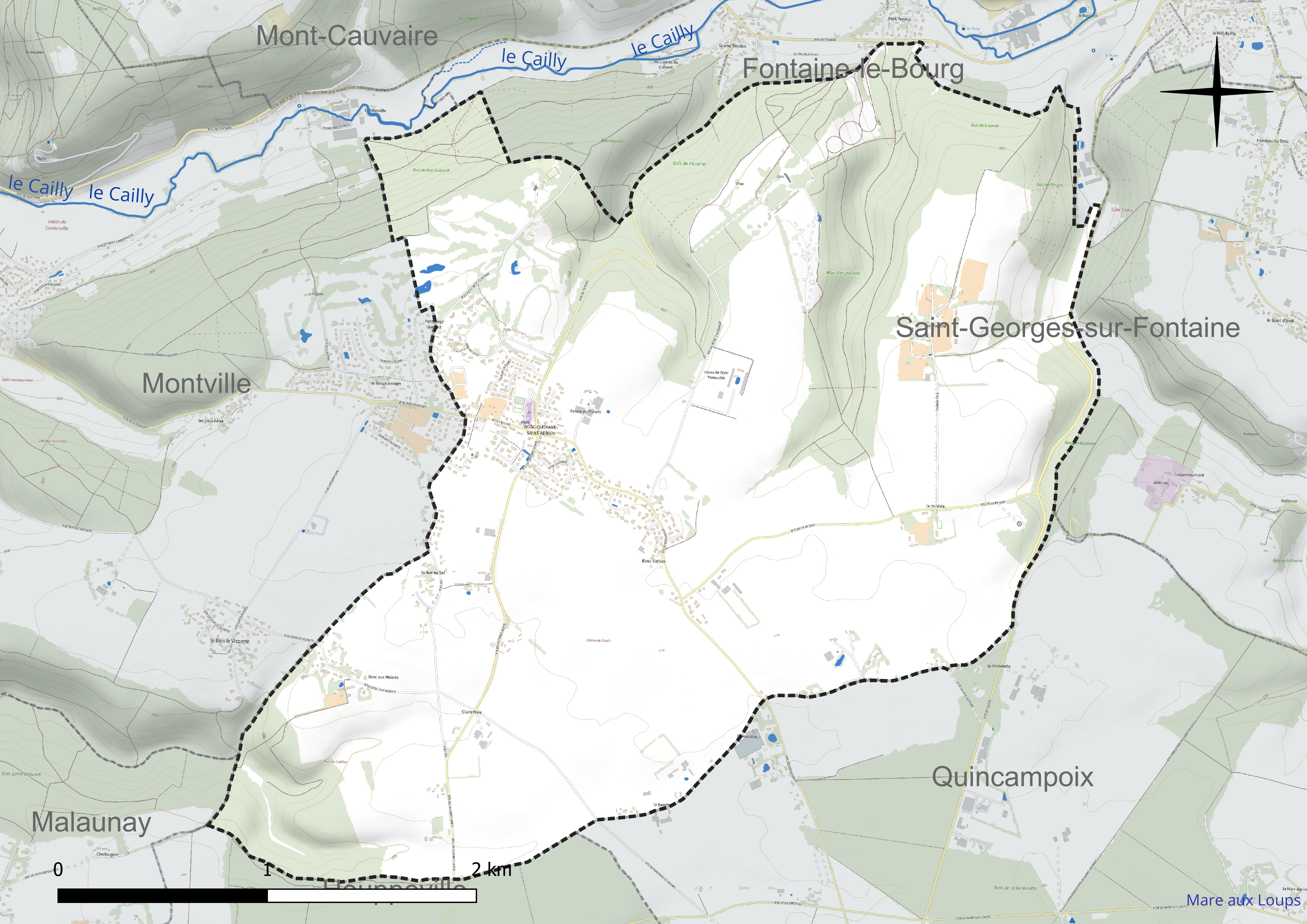
Réseau hydrographique de Bosc-Guérard-Saint-Adrien.

### Climat
Pour des articles plus généraux, voir Climat de la Normandie et Climat de la Seine-Maritime.
En 2010, le climat de la commune est de type climat océanique dégradé des plaines du Centre et du Nord, selon une étude du CNRS s'appuyant sur une série de données couvrant la période 1971-2000. En 2020, Météo-France publie une typologie des climats de la France métropolitaine dans laquelle la commune est exposée à un climat océanique et est dans la région climatique Côtes de la Manche orientale, caractérisée par un faible ensoleillement (1 550 h/an) ; forte humidité de l’air (plus de 20 h/jour avec humidité relative > 80 % en hiver), vents forts fréquents. Parallèlement le GIEC normand, un groupe régional d’experts sur le climat, différencie quant à lui, dans une étude de 2020, trois grands types de climats pour la région Normandie, nuancés à une échelle plus fine par les facteurs géographiques locaux. La commune est, selon ce zonage, exposée à un « climat maritime », correspondant au Pays de Caux, frais, humide et pluvieux, légèrement plus frais que dans le Cotentin.
Pour la période 1971-2000, la température annuelle moyenne est de 10,1 °C, avec une amplitude thermique annuelle de 13,7 °C. Le cumul annuel moyen de précipitations est de 880 mm, avec 13,5 jours de précipitations en janvier et 8,8 jours en juillet. Pour la période 1991-2020, la température moyenne annuelle observée sur la station météorologique la plus proche, située sur la commune de Rouen à 11 km à vol d'oiseau, est de 12,6 °C et le cumul annuel moyen de précipitations est de 817,9 mm,. Pour l'avenir, les paramètres climatiques de la commune estimés pour 2050 selon différents scénarios d’émission de gaz à effet de serre sont consultables sur un site dédié publié par Météo-France en novembre 2022.

## Urbanisme

### Typologie
Au 1er janvier 2024, Bosc-Guérard-Saint-Adrien est catégorisée bourg rural, selon la nouvelle grille communale de densité à sept niveaux définie par l'Insee en 2022.
Elle est située hors unité urbaine. Par ailleurs la commune fait partie de l'aire d'attraction de Rouen, dont elle est une commune de la couronne,. Cette aire, qui regroupe 317 communes, est catégorisée dans les aires de 200 000 à moins de 700 000 habitants,.

### Occupation des sols
L'occupation des sols de la commune, telle qu'elle ressort de la base de données européenne d’occupation biophysique des sols Corine Land Cover (CLC), est marquée par l'importance des territoires agricoles (63,8 % en 2018), en diminution par rapport à 1990 (65,3 %). La répartition détaillée en 2018 est la suivante : 
terres arables (48,5 %), forêts (28 %), prairies (15,3 %), espaces verts artificialisés, non agricoles (4,8 %), zones urbanisées (3,4 %). L'évolution de l’occupation des sols de la commune et de ses infrastructures peut être observée sur les différentes représentations cartographiques du territoire : la carte de Cassini (XVIIIe siècle), la carte d'état-major (1820-1866) et les cartes ou photos aériennes de l'IGN pour la période actuelle (1950 à aujourd'hui).

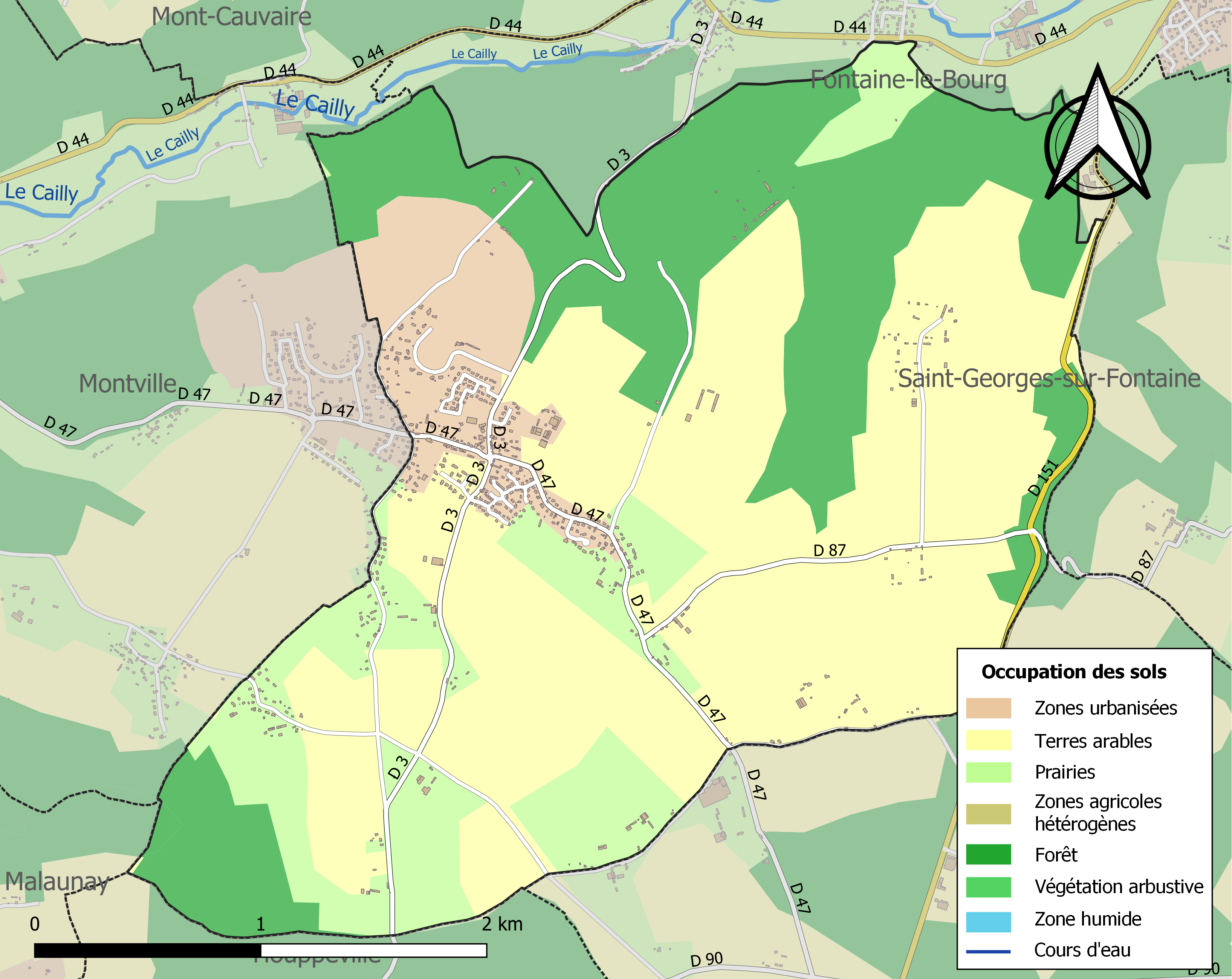
Carte des infrastructures et de l'occupation des sols de la commune en 2018 (CLC).

### Voies de communication et transports
La gare ferroviaire la plus proche est la gare de Rouen.

## Toponymie
Le nom de la localité est attesté sous la forme latinisée Bosco Guerardi en 1188, Le Boscguerard en 1793, Le Bosc-Guerard en 1801, Bosc-Guérard-Saint-Adrien en 1823.
Forme normande de « Bois-Gérard », bosc étant la forme usuelle du nom du bois en Normandie et Guérard correspond à Gérard, avec le [g] initial (graphié gu-) caractéristique de la phonétique normanno-picarde.
L'hagiotoponyme Saint-Adrien est issu du nom d'une commune éphémère les Authieux-Saint-Adrien, rattachée en 1823.
Homonymie avec Bosguérard-de-Marcouville dans l'Eure, dit « le Bôgrar ».
Remarque : Dans le nom du hameau voisin Bois-Isambert (Montville), l'élément Bosc a été francisé en Bois comme l'indiquent les formes anciennes Bosc-Isambart en 1460; Bosc Isembert en 1489; Bosc Isembart en 1542; Bosc-Isembert en 1667.

## Politique et administration
| Période                                  | Période                    | Identité        | Étiquette | Qualité |
| ---------------------------------------- | -------------------------- | --------------- | --------- | --- |
| Les données manquantes sont à compléter. |                            |                 |           | |
| juin 1995                                | 2014                       | Michel Ledru    |           | Président de la chambre syndicale départemental des agriculteurs Président national des producteurs de lait Vice-président de la FNSEA Vice-président de la Chambre d'agriculture |
| 2014                                     | En cours (au 10 août 2020) | Denis Gutierrez |           | Vice-président de la CC Inter-Caux-Vexin (2020 → ) Réélu pour le mandat 2020-2026,                                                                                                |

## Équipements et services publics

### Enseignement
La commune relève de l'académie de Normandie.

## Population et société

### Démographie
L'évolution du nombre d'habitants est connue à travers les recensements de la population effectués dans la commune depuis 1793. Pour les communes de moins de 10 000 habitants, une enquête de recensement portant sur toute la population est réalisée tous les cinq ans, les populations de référence des années intermédiaires étant quant à elles estimées par interpolation ou extrapolation. Pour la commune, le premier recensement exhaustif entrant dans le cadre du nouveau dispositif a été réalisé en 2008.

En 2022, la commune comptait 1 085 habitants, en évolution de +17,42 % par rapport à 2016 (Seine-Maritime : +0,35 %, France hors Mayotte : +2,11 %).
| 1793 | 1800 | 1806 | 1821 | 1831 | 1836 | 1841 | 1846 | 1851 |
| ---- | ---- | ---- | ---- | ---- | ---- | ---- | ---- | ---- |
| 426  | 290  | 352  | 300  | 345  | 352  | 364  | 374  | 390  |

| 1856 | 1861 | 1866 | 1872 | 1876 | 1881 | 1886 | 1891 | 1896 |
| ---- | ---- | ---- | ---- | ---- | ---- | ---- | ---- | ---- |
| 403  | 413  | 393  | 394  | 401  | 330  | 338  | 380  | 346  |

| 1901 | 1906 | 1911 | 1921 | 1926 | 1931 | 1936 | 1946 | 1954 |
| ---- | ---- | ---- | ---- | ---- | ---- | ---- | ---- | ---- |
| 338  | 342  | 330  | 329  | 334  | 300  | 301  | 307  | 304  |

| 1962 | 1968 | 1975 | 1982 | 1990 | 1999 | 2006 | 2008 | 2013 |
| ---- | ---- | ---- | ---- | ---- | ---- | ---- | ---- | ---- |
| 295  | 342  | 373  | 431  | 578  | 776  | 823  | 836  | 905  |

| 2018 | 2022  | - | - | - | - | - | - | - |
| ---- | ----- | - | - | - | - | - | - | - |
| 973  | 1 085 | - | - | - | - | - | - | - |

### Sports et loisirs
- Golf de Rouen La Forêt Verte

## Culture locale et patrimoine

### Lieux et monuments
- L'église Saint-Pierre-et-Saint-Paul. Citée au XIIIe siècle, l'église de Bosc-Guérard a été remaniée. Le damier du portail et une fenêtre du chevet attestent une première reconstruction vers 1525, époque d'édification de la tour-clocher Saint-Jacques, servant alors de sacristie. Au XVIIe siècle, apparaît le vocable de Saint-Pierre-et-Saint-Paul. En 1724, Claude de La Motte, seigneur de Bosc-Guérard, dote l'église de trois cloches, dont l'une prénommée Claude Léonore, pèse environ 420 kg. Transformée en salpêtrière à la Révolution, l'église subit de nouveaux aménagements de 1844 à 1846. La sacristie est construite en 1866. L'édifice est endommagé en 1944 à la suite d'un bombardement[23].
- Château du Bosc-Théroulde (1616). Théroulde, latinisé en Toroldus est une forme du nom de personne scandinave Thorvaldr, forme courte Thoraldr et qui se perpétue dans les patronymes normands Théroude et Touroude.
- Manoir de Capsart, rue Petit-Bosc-Guérard. Manoir XIXe siècle, brique et pierre, ancien relais de chasse construit en 1850, modifié au début du XXe siècle pour partie dans le goût anglo-normand, édifié sur un parc paysagé de 3 ha. Propriété de la famille Léger. Beau parc planté de grands arbres : ormes et sequoia centenaires. Capsart est sans doute un toponyme en -sart, forme contractée d’essart, -sart est une finale fréquente dans le Nord de la France et en Belgique, attestée plus sporadiquement en Normandie. Le premier élément Cap- représente le nom de personne scandinave Kappi que l'on rencontre dans Captot à Étoutteville et dans Capval.

### Personnalités liées à la commune
- Henri Léon Louis Maze (1864-1942), fils de Adolphe Maze, auteur du Livre des collectionneurs, et de Marie-Louise Sencier, et petit-fils du préfet de Napoléon III, Léon Mouzard-Sencier (1816-1894). Henri Maze fut saint-cyrien, ancien officier, maire de Bosc-Guérard.

### Héraldique
| Armes de Bosc-Guérard-Saint-Adrien | Les armes de la commune de Bosc-Guérard-Saint-Adrien se blasonnent ainsi : D'or au chêne de sinople sur une terrasse du même, englanté du champ ; mantelé de sinople chargé à dextre d'une église du lieu d'argent et à senestre d'un colombier du même. Création Denis Joulain. Adopté le 15 octobre 2010. |